# Apuliai vázafestészet

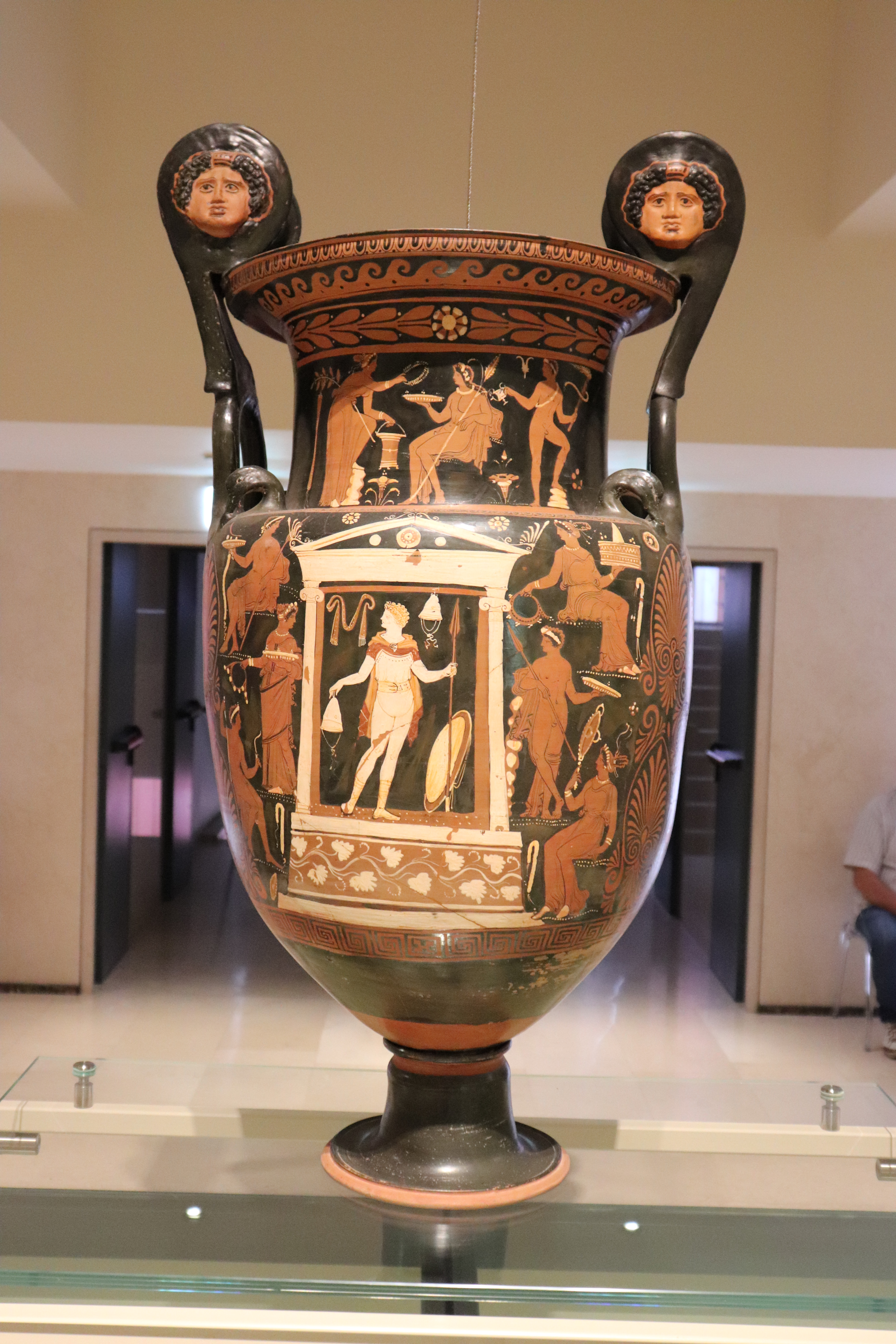
Voluta-kratér, Dareiosz-festő, i. e. 4. század, Taranto

Az Apuliai vázafestészet az ókori görög vörösalakos vázafestészet egyik dél-itáliai helyi változata volt. Az apuliai műhelyek körülbelül i. e. 430 és i. e. 300 között voltak aktívak.
Dél-Itáliában és Szicíliában összesen öt vázafestő központ alakult ki, 
a lukániai, az apuliai, a paestumi, a campaniai és a szicíliai. Az apuliai vagy más néven tarantói dél-itáliai iskola másodikként fejlődött ki a lukániai után és a kezdetektől fogva témáiban is és ábrázolásmódjában is különbözött tőle. Kevesebb üldözéses és csatába induló harcos jelenetet ábrázoltak, nagyobb figyelmet fordítottak a mitológiai témákra és általánosságban nagyobb méretű edényeket (például voluta-kratéreket) díszítettek monumentális alakokkal. Úgy tűnik alkotásaikat a szobrászat inspirálta, ez témaválasztásukban is megfigyelhető amikor templomokon lévő metopék szobrain megjelenő amazonomakhiát vagy kentauromakhiát ábrázoltak. A művészek úgy tűnik szorosabb kapcsolatban voltak az Attikai műhelyekkel mint lukániai kortársaik. Ez főleg az attikai művészek munkáira hasonlító voluta-kratéreken feltűnő.
A központ szinte teljes működése során a két különböző festészeti irányzat figyelhető meg ezeket „egyszerű” illetve „díszített” stílusnak nevezték el. Az egyszerű stílust legtöbbször kisebb edényeken főleg harang-kratéreken alkalmazták, viszonylag egyszerű festésmóddal kevés másodlagos díszítőelemet alkalmazva két-három alakot jelenítettek meg rajtuk. A díszített stílus a nagyobb vázákra, például a voluta-kratérekre jellemző mitológiai és később temetési jelenetekkel, egyre több hozzáadott színnel, valamint bonyolult másodlagos és virágmotívumos díszítéssel.

## Kezdetek

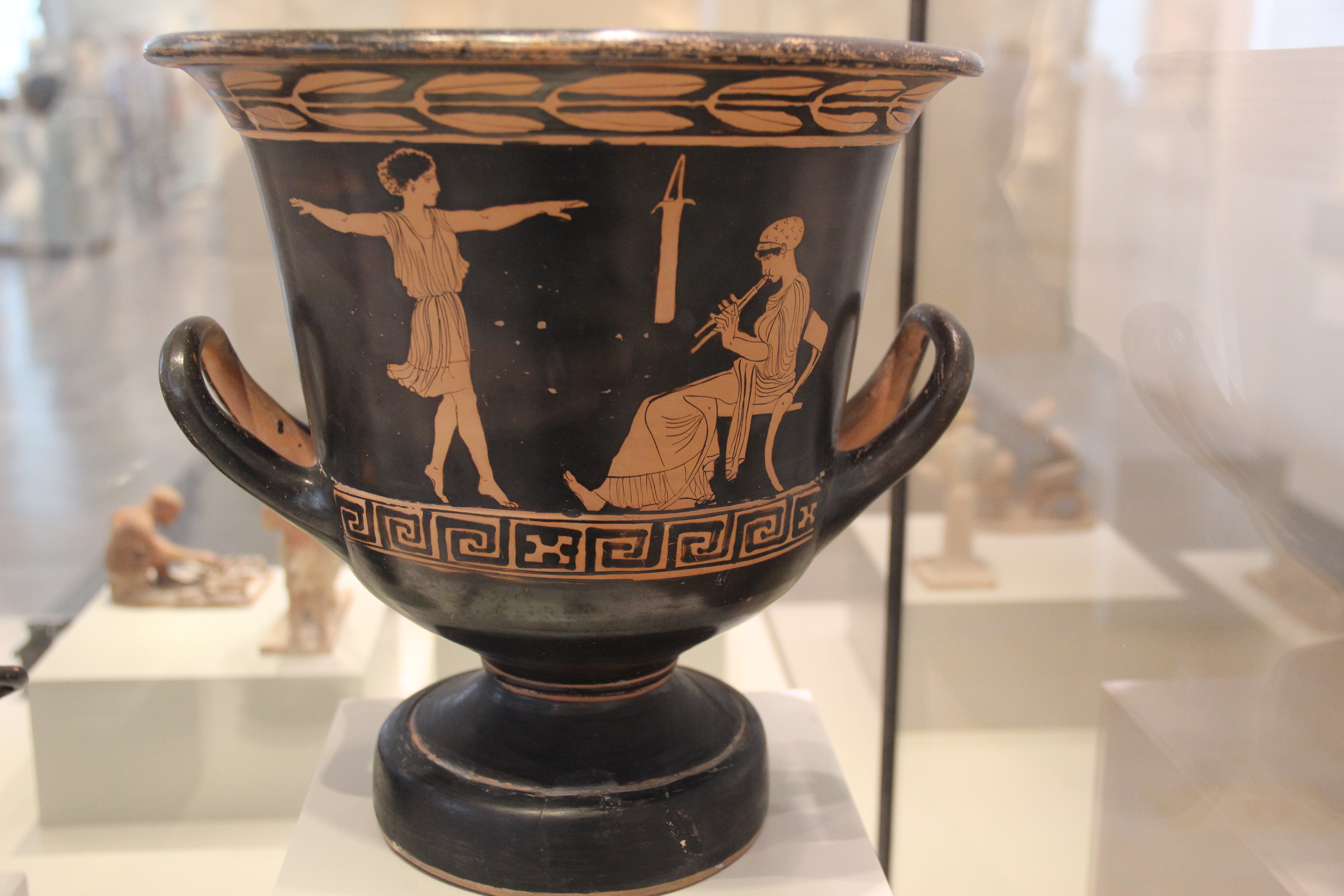
Kehely-kratér, A Berlini táncosnő festőjének névadó vázája

A korai apuliai iskola élén a Berlini táncosnő festője állt. Névadó vázája egy Berlinben őrzött elegáns kehely-kratér, amelyen egy fiatal lány táncol míg egy mellette ülő nő fuvolán játszik. Kollégája és a korai tarantói műhely másik kiemelkedő művésze a Sziszüphosz-festő volt, aki egy Münchenben őrzött nagyméretű voluta-kratér esküvői jelenetén látható feliratról kapta a nevét.
A Sziszüphosz-festő korai munkái közé tartozik számos harang-kratér előoldalukon legtöbbször három, Dionüszosz-kultuszához köthető figurával. Hátoldalukon kivétel nélkül két vagy három fiatal férfialak jelenik meg és az egész műhely fennállása alatt ez a képtípus marad az ilyen jellegű vázák hátoldali díszítése. Késői munkái alacsonyabb színvonalon készültek, figurái sablonosabbá váltak, témaválasztása is kevésbé eredeti.
A Sziszüphosz-festő és kisebb mértékben nem sokkal korábban aktív kollégája, a Berlini táncosnő festőjének legnagyobb jelentősége abban áll, hogy két különböző stílusban alkottak. Ezek az „egyszerű” illetve „díszített” stílusnak elnevezett ábrázolásmódok meghatározták a két különböző festészeti irányzatot, ami a későbbi apuliai alkotásokat jellemezte.

## Az "egyszerű" és "díszített" stílus kialakulása, jellemzőik

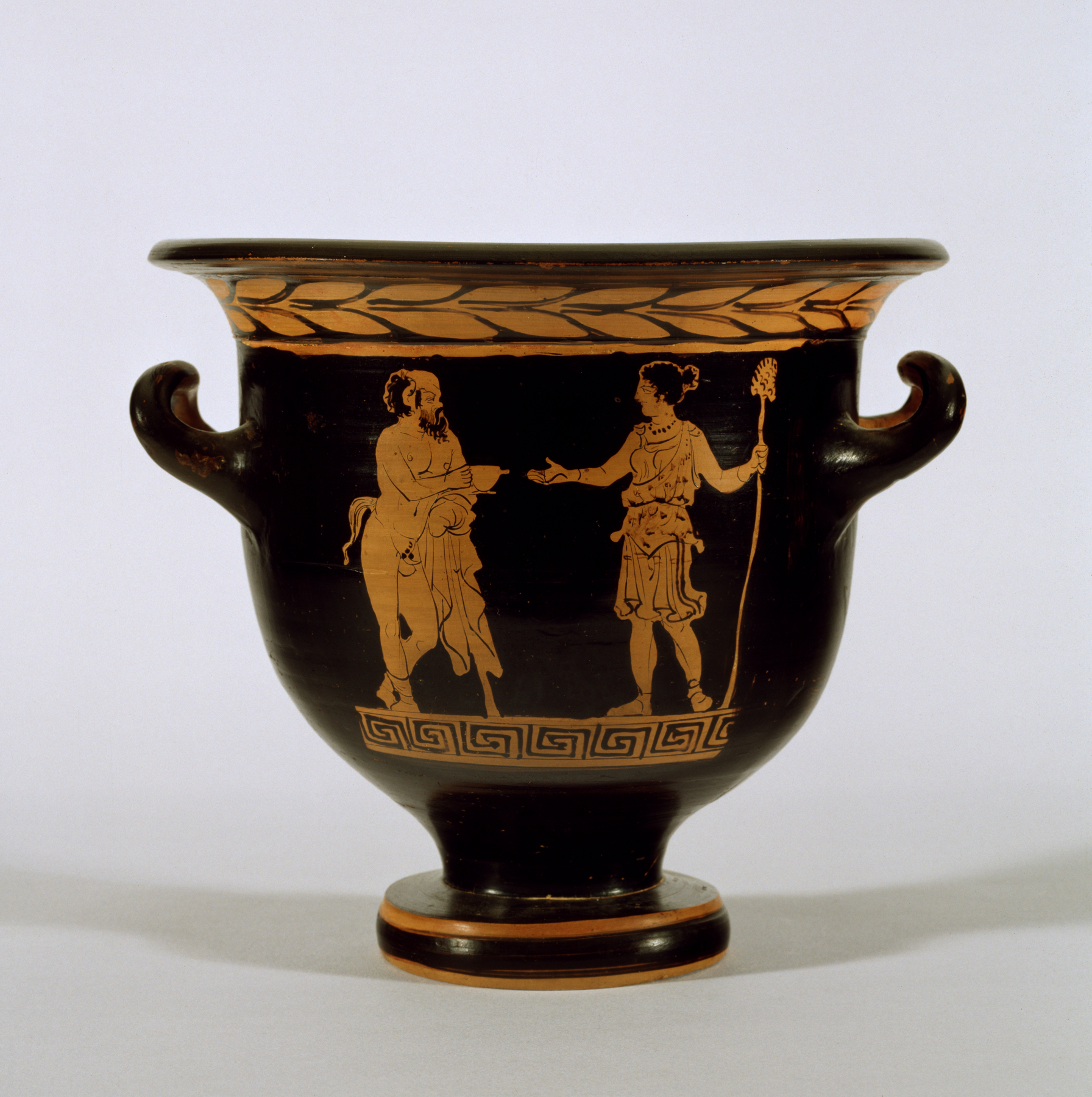
Egyszerű stílusban festett kratér, Tarporley-festő, British Museum

A két stílus körülbelül ötven éven keresztül párhuzamosan létezett egymás mellett, úgy tűnik kezdetben egyszerű díszítésű edényből többet készítettek. Ugyanaz a festő esetenként egyszerű és díszített stílusban is festett edényeket, de legtöbbször, főleg az i. e. 4. század első felében vagy az egyiket vagy a másikat részesítették előnyben, így a két csoport közötti különbségek szembetűnőbbek. 
A század közepe után az egyszerű stílusú edényeken is egyre több hozzáadott színt és dekorációs elemet használtak és egyre jobban hasonlítottak a  díszített csoport termékeire. Például a Varrese-festő és köre mindkét festésmódot szabadon alkalmazta, de az alapvető különbségek az edényformákban, a kompozíciókban és az ábrázolt témákban nagyrészt változatlanok maradtak.

### Egyszerű stílus
Az egyszerű stílust legtöbbször kisebb edényeken főleg harang-kratéreken alkalmazták, viszonylag egyszerű festésmóddal két-három alakot jelenítettek meg rajtuk kevés hozzáadott színnel és nem túl sok figyelmet fordítva a másodlagos díszítőelemekre. Egyszerű stílusban legtöbbször harang- és oszlop-kratéreket, hüdriákat, pelikéket és más kisebb edényeket festettek viszonylag egyszerű kompozíciókkal, egy – négy alakkal. Legtöbbször Dionüszoszhoz köthető képeket láthatunk rajtuk, valamint csatába induló, harcoló vagy hazatérő harcosokat. Más edényeket csak egy fejjel (főleg női fejjel) díszítettek és viszonylag ritkák a mitológiai jelenetek. 

### Díszített stílus

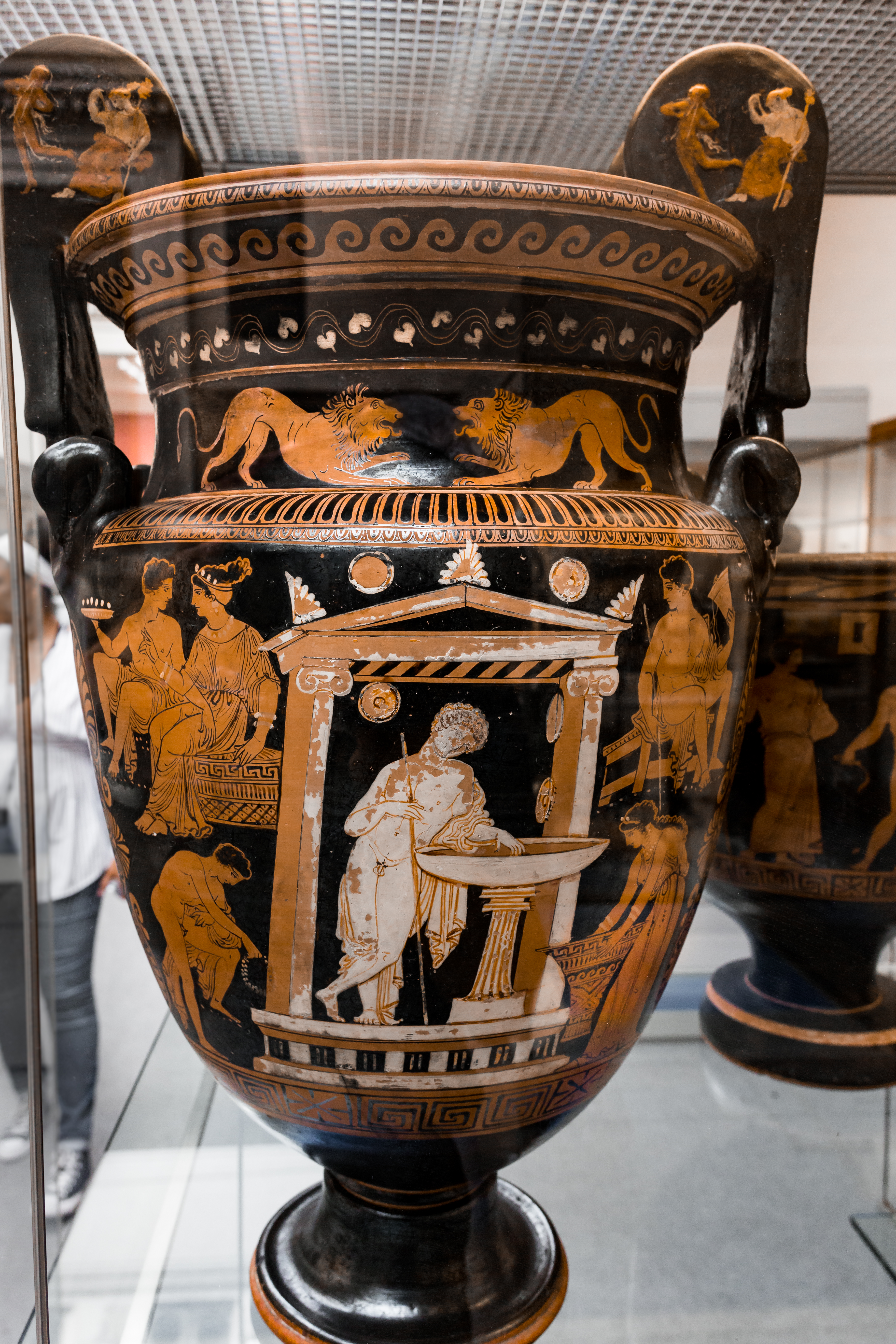
Díszített stílusban festett voluta-kratér, Iliuperszisz-festő

A díszített stílus a nagyobb vázákra, például a voluta-kratérekre jellemző mitológiai és később temetési jelenetekkel, egyre több hozzáadott színnel, valamint bonyolult másodlagos és virágmotívumos díszítéssel. 
Az Iliuperszisz-festő munkássága idején (i. e. 370 – 60)  változott meg az ízlés és a nagyobb méretű mitológiai vagy drámai jelenetekből és díszes ruhájú, több szinten elhelyezett alakokból, többféle építményből álló képekkel borított díszített stílusban készült edények jöttek divatba. Ekkortól megnőtt a díszített stílusú edények száma és az egyszerű stílusban készült darabokon is egyre több hozzáadott szín és másodlagos díszítőelem jelenik meg. 
Az edényformák is változatosabbá váltak, az egyre több oszlop-kratér mellett nagyobb számban jenetek meg a hüdriák és a pelikék. Bár az i. e. 4. század második felében a két díszítési mód hasonlóbbá vált egymáshoz a  legfőbb különbségek végig felismerhetőek maradtak és a műhely fennállásának végéig (i. e. 300. körül) készültek egyszerű stílusú edények. Ekkortól jelenik meg egy új edényforma a sztamnosz – ami bár népszerű volt az i. e. 5. századi Athénban – Apuliában nem terjedt el széles körben, néhány példány ismert belőle, legtöbbjük az i. e. 4. század közepén készült.
Ha a díszített stílus gyökerei a Sziszüphosz-festő munkásságában keresendők, a Dionüszosz születése-festő volt az új stílus fő pionírja, az ő vázáin azonosíthatók legjobban az új festésmód korai jellegzetességei. Ismert vázái között öt voluta-kratér található, ez az edényforma rendkívül népszerű válik Apuliában, míg Athénban i. e. 380 után már nem gyártották.
Az edények nagy díszíthető felületekkel rendelkeztek így a festőknek módjában állt nagy formátumú drámai és mitológiai jeleneteket festeni, bonyolult térben elhelyezni a díszes megjelenésű szereplőket és megkísérelni a térbeliség ábrázolását. A legkorábbi edényeken még csak kísérleteztek az újfajta látásmóddal és az eredmény időnként laposnak tűnik, de a század közepére kifejlesztették azt a festésmódot amivel sikerült a térbeli mélység illúzióját kelteni.
A díszített stílusú fazekasáruban az edények legtöbbször nagyobb méretűek, voluta-kratérek, amforák vagy lutrophoroszok. A rajtuk lévő képek sokkal díszesebbek mint a másik csoport edényein, kompozícióik húsz figurából is állhattak, bőséges vörös, fehér és sárga hozzáadott színekkel megrajzolt díszítőelemekkel. A képek témája legtöbbször mitológiai vagy temetést jelenít meg. Az ábrázolt mítoszok gyakran kapcsolatban állnak a klasszikus tragédiákkal a temetési jeleneteken i. e. 360 után általában a siratókat ábrázolják ahogy egy szentély vagy sztélé köré gyűlnek.

## Egyszerű stílus

### Korai egyszerű stílus, a Tarporley-festő és köre
A korai egyszerű stílus az i. e. 4. század első negyedében aktív festői közül a Tarporley-festő volt a legjelentősebb. A Sziszüphosz-festő tanítványa és követője volt, korai alkotásain felismerhető mesterének hatása figurái hajlékony vonalakkal rajzolt végtagjain, a felöltözött férfialakok vonalvezetésén és ünnepélyes tekintetű nőalakjain.

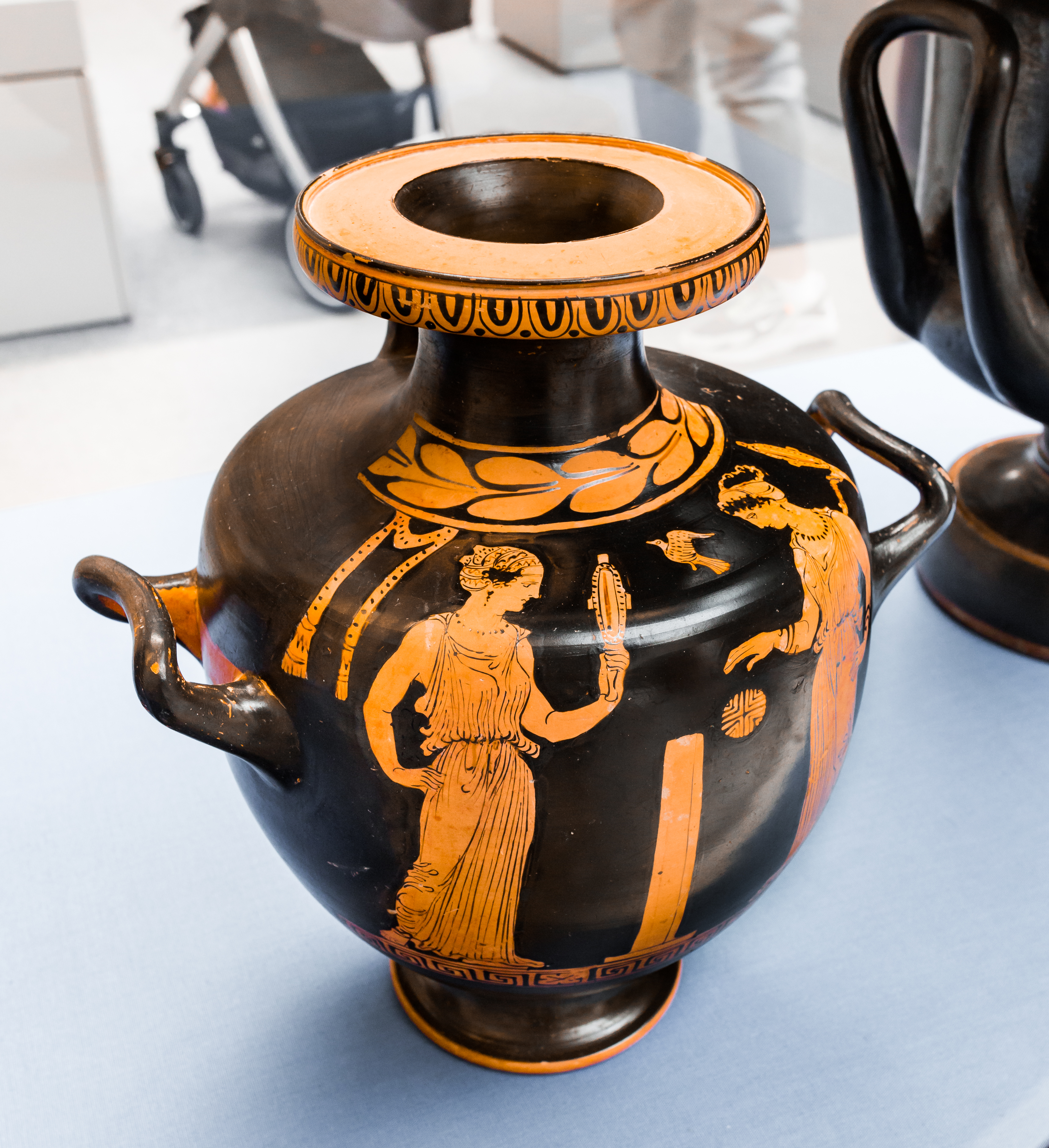
Egyszerű stílusú hüdria, Tarporley-festő, British Museum

Festményei és a lukániai Dolón-festő egyes alkotásai között szoros kapcsolat ismerhető fel, elképzelhető egy ideig együtt dolgoztak. A Tarporley-festő közvetlen követői és munkásságának folytatói három csoportra oszthatók, és főleg Dionüszosz-jeleneteket, illetve a mindennapokhoz kötődő képeket festettek az edények hátoldalán szinte kizárólag férfialakokkal. Ezek a hátoldali ábrázolások jobban tükrözik alkotóik egyéni technikáját mint az előoldali képek, és megkönnyítik az alkotók elkülönítését.
- Az első csoport festői legtöbbször phülax-jeleneteket ábrázoltak legtöbbször egyszerű, csak néhány oszloppal jelzett színpadi környezetben. Ezek dél-itáliai területeken meghonosodott egyfajta burleszk előadások voltak, ahol kifigurázták a mitológiai témákat. Több edényen a színházzal való kapcsolatot egy felakasztott vagy az egyik szereplő kezében tartott maszkkal szemléltették.[4] Egyre gyakrabban jelennek meg harcosok és gyakoribbá válnak a temetési jelenetek is, de egyszerűbb ábrázolásmódjuk megmarad, például siratók csoportjából áll egy sztélé vagy sírhelyet jelző oszlop mellett. A csoport legjelentősebb mestere valószínűleg a Schiller-festő lehetett, akinek rajzain (drapéria, testtartás) egyértelműen felismerhető a Tarporley-festő hatása.[4]
- A második csoport művészei többé-kevésbé ugyanazokat a témákat jelenítették meg ugyanolyan edényformákon mint az előző csoport alkotói csak valamennyivel eltérő stílusban.[8] A csoport kiemelkedő alkotója a Hoppin-festő volt, akinek tiszta vonalú pontos rajzain szintén felismerhető a Tarporley-festő hatása, ami különösen a figurák fején és a drapériákon szembetűnő. Az ő műhelyében készültek az első vörösalakos díszítésű nesztoriszok.[8]
- A harmadik csoporthoz köthető az első vörösalakos rhüton, (ami az i. e. 4. század második felében nagyon népszerűvé vált), és az egyik legkorábbi gombos fogójú patera díszítése. Legjelentősebb alkotójuk a Dijon-festő volt.[9]

Az egyszerű stílusban alkotók következő generációjának képviselői közé tartozott az Ítélet-festő munkatársaival és követőivel. Az egyik vázáján látható Ganümédész elrablása-jelenet a Schiller-festő munkáival rokonítható.

### Egyszerű stílus az i. e. 4. század közepétől
I. e. 360 után egyre nagyobb számban készültek festett vázák, így a műhelyeknek számos festőt kellett foglalkoztatnia. Ennek egyik következménye volt a díszítés egyfajta uniformizálódása különösen a kisebb vázákon, ami megnehezíti a festők munkáinak elkülönítését. Ezen kívül a nagyobb vázákon nem zárható ki a csoportmunka sem. 
Az ekkor készült egyszerű stílusú edények két nagyobb csoportba oszthatók, és bár hasonlítottak egymásra mindkét csoport kifejlesztette rá jellemző stíluselemeit. Ekkor kezdték alkalmazni az apuliai vázafestészet egyik jellegzetes másodlagos díszítőelemét a képek alatt látható meander díszítés mellett lévő négy részre osztott négyzetet minden negyed közepén egy ponttal.

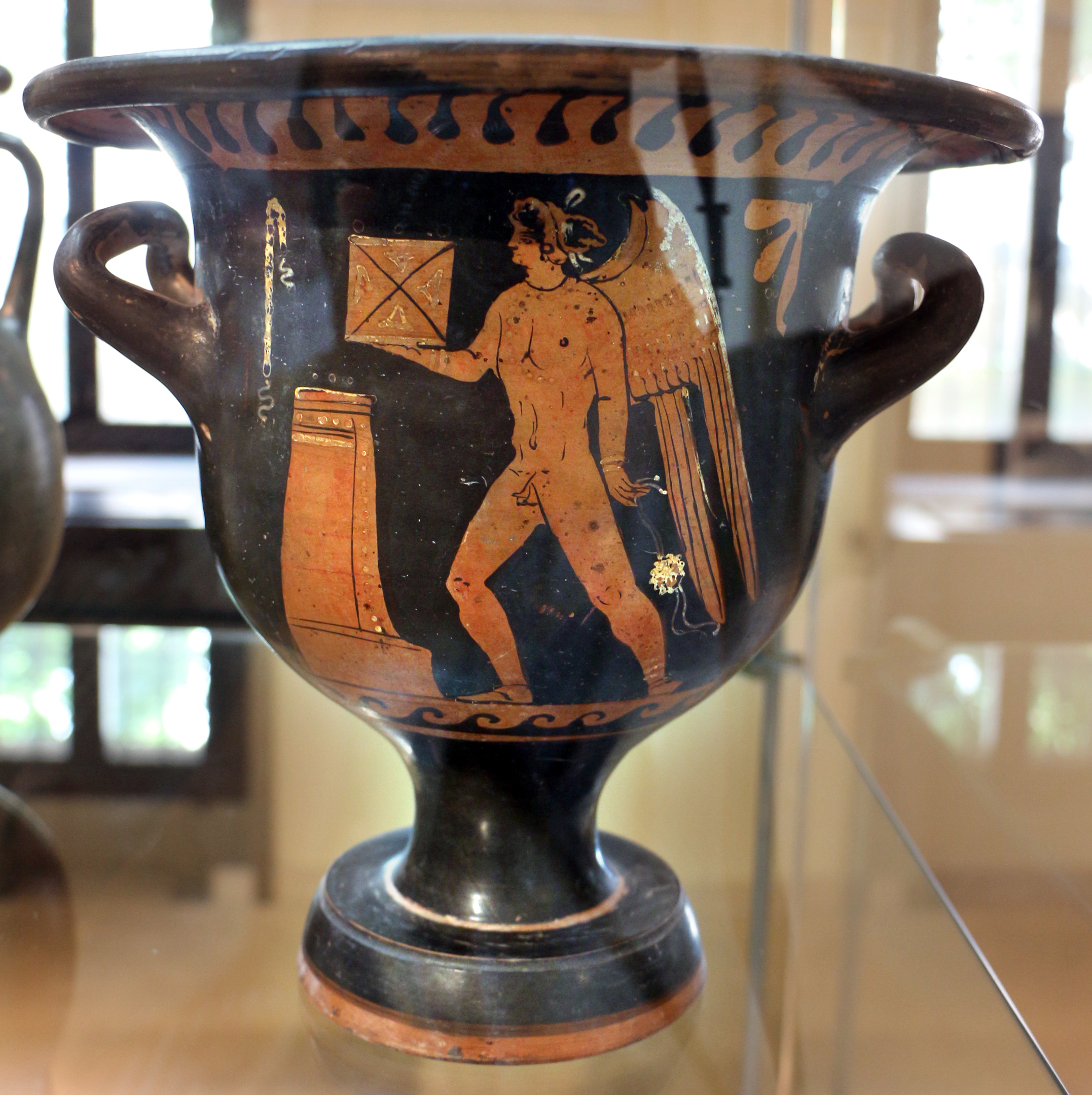
A Dareiosz- és Alvilág-festő köre, kratér

- Az egyik típusú egyszerű edénycsoport kezdetben meglehetősen unalmas, két-három figurával  díszített vázákból, főleg has- és kehely-kratérekből állt.[10] Az i. e. 4. század második negyedében egyre nagyobb mennyiségben készültek, főleg kisebb méretben (10 – 20 centiméter). Ehhez a csoporthoz főleg lékhütoszok, lebész gamikoszok, pelikék, szküphoszok tartoznak. Általában egy-egy alak látható rajtuk például egy felöltözött nőalak, egy Erósz, egy ruhátlan férfi vagy egy szatír.[11] A képeken felismerhető a Dijon- illetve az Iliuperszisz-festő hatása, az alakokat a nagyobb méretű kompozícióikon lévő figura készletekből vették át.[11]
- A másik csoporthoz megközelítőleg 500 vázát sorolnak a kutatók, legtöbbször has-kratéreket valamint kisebb számban oszlop-kratéreket, pelikéket és amfórákat. Díszítésük legtöbbször Dionüszoszhoz köthető.[11]

#### A Dareiosz- és az Alvilág-festő műhelye
Bár a Dareiosz- és Alvilág-festő a díszített stílus legnagyobb alkotói közé tartoztak, műhelyeikben számos kisebb méretű egyszerű stílusban díszített edény is készült. Körükhöz több mint kétezer kisebb edény köthető legtöbbet egy-két, legtöbbször a nagyobb vázák hátoldaláról átvett figurával díszítették. Az alakok az egyszerű stílus hagyományait az akkori ízlésnek megfelelő kisebb változtatásokkal követték. Készítőik jól képzettek voltak, munkájukat egységes színvonalon végezték így az elkészült edények tömegterméknek tűnnek.
Ez a nagy edénycsoport két kategóriára osztható. Az egyikbe közepes méretű vázák, főleg hüdriák, has- és harang-kratérek és amforák tartoztak, míg a másik kisméretű edényekből áll. Ez utóbbiakat egy-egy alakkal díszítették, közülük több mint ezer darabot egy női fejjel. 
A közepes vázák némelyikén naiszkosz-jelenet látható és mindre jellemző a palmettás másodlagos díszítőelem használata. 
A későbbi alkotók vázáin viszont a színvonal olyan szinten leromlott, hogy az alakok gyakorlatilag  felismerhetetlenné váltak és ez az egyszerű stílus végét jelentette.

## A díszített stílus fejlődése

### Korai díszített stílus
A Dionüszosz születése-festő közvetlen követőinek munkái az i. e. 4. század első negyedéből csak nagyon sérülten és töredékesen maradtak meg. Legtöbb építkezések során Tarantóból került elő, ahol az ókori temető mélyen a modern város alatt fekszik.

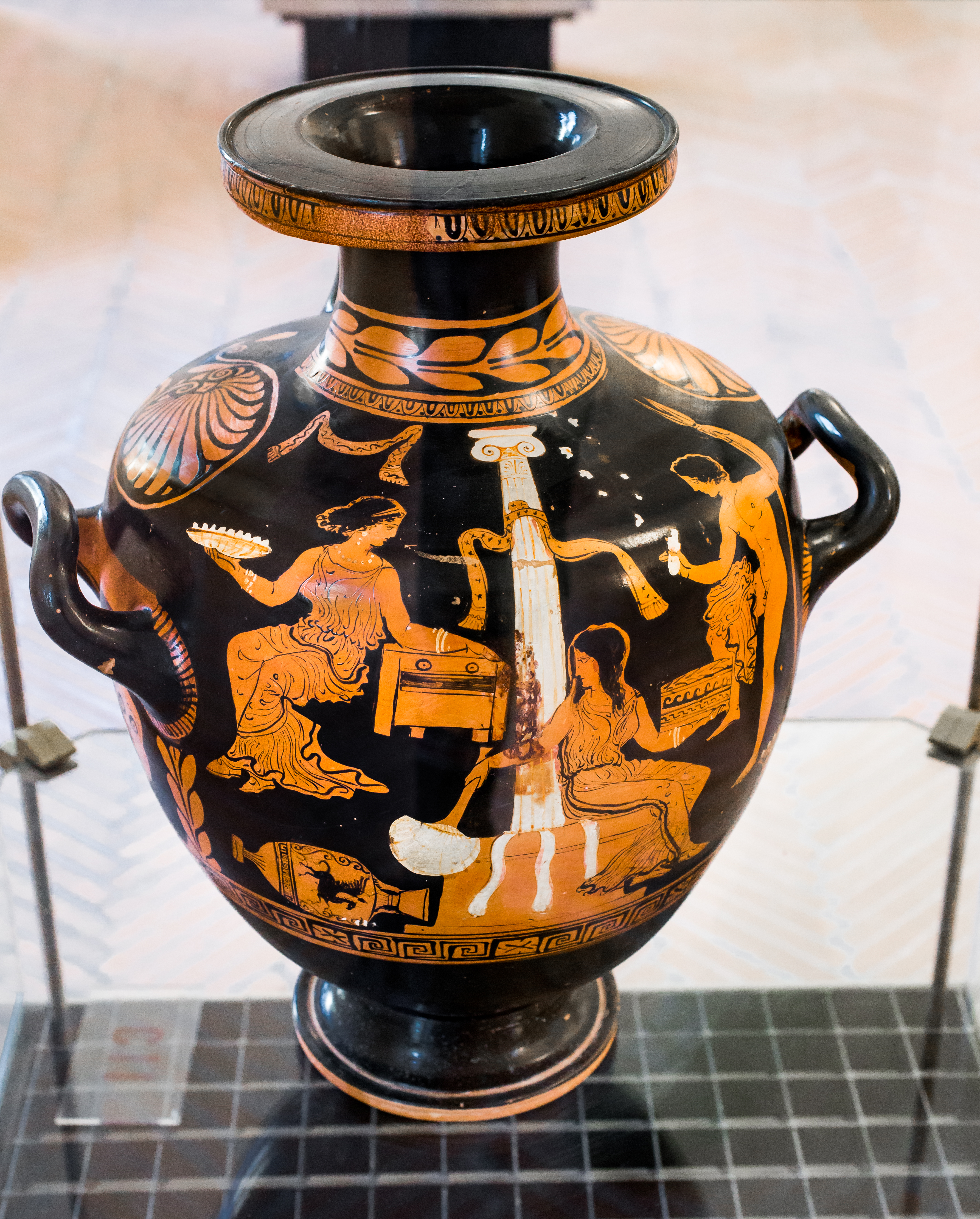
Díszített stílusú hüdria, Iliuperszisz-festő

A képeken egyre népszerűbbé válik az arcok háromnegyedes ábrázolása mivel így könnyebb volt az  érzelmeket, fájdalmat, meglepetést, félelmet megjeleníteni. Például a Lükurgosz-festő egyik jellegzetessége volt figurái elgyötört arckifejezése. Ezeken a vázákon felismerhető az apuliai festők vonzódása a ritkábban megfestett mitológiai témákhoz mint Szarpédón halála vagy Kallisztó medvévé változása.
Az Iliuperszisz-festő munkássága jelzi az apuliai vázafestészet középső szakaszának kezdetét amikor a nagyobb edények kezdik felvenni azokat a formákat és díszítésmódokat amik később az i. e. 4. század második felében apuliai vázafestészet jellegzetes edénytípusaivá fejlődnek. 
Egyre gyakrabban használtak hozzáadott színeket, a fehér és a sárga mellett a barna és a vörös különböző árnyalatait. Nőtt a másodlagos díszítőelemek jelentősége is főleg a voluta-kratérek nyakán és az amfórák vállrészén. A rajz harmonikusabbá vált és nagyobb figyelmet fordítottak a rövidülés és a perspektíva ábrázolására.
Az Illuperszisz-festő munkássága kiemelkedő, mivel ő volt aki megalkotta a monumentális vázák díszítésének szabályait, egyre gyakrabban jelenített meg drámai, mitológiai, temetési, házasságkötési jeleneteket az alakokat több sávban helyezve. A voluta-kratérek nyakán női fej alakú maszkok és gorgó fejek jelennek meg. A korábbi ember vagy állatfigurás frízt az edény nyakán gyakran egy virágkeretbe foglalt női fej váltotta fel, ami korábban egyszerűbb megjelenésű volt, később egyre díszesebbé és színesebbé vált. Ő alkalmazta először azt az ábrázolásformát ami a nagyméretű apuliai temetési vázák egyik sajátosságává vált, ahol a siratók egy naiszkosz mellett állnak, míg az edény hátoldalán egy sztélé látható.
Az Iliuperszisz-festőnek sok követője volt, akik stílusa mellett témaválasztását is utánozták. Egyik közelebbi munkatársa az Athéni 1714 festője volt, aki díszített és egyszerű stílusban is dolgozott. Az ő munkássága illusztrálja a két stílus közeledését az i. e. 4. század közepén.

### A díszített stílus fejlődésének újabb szakasza
A díszített stílus fejlődésének újabb szakaszára az i. e. 4. század második negyedében a szinte barokkos stíluselemek jellemzők. A vázák díszítése bonyolulttá válik, előképeik feltételezhetően az egykorú templomok és középületek díszítményei lehettek. Az ekkor festett edények mintául szolgáltak a későbbi apuliai vázák részére is.
A díszített stílus második szakaszának legfontosabb alkotói Lükurgosz-festő és munkatársai voltak. Kompozícióik egyre nagyobbak lettek, egyre több alakból álltak. A korábbinál valósághűbben próbálták a perspektívát ábrázolni, egymást félig takaró figurákkal igyekeztek a mélység illúzióját kelteni. A Lükorgosz-festő iskolája az Iliuperszisz-festő példáját követve az edények előoldalára mitológiai és drámai jeleneteket festett, míg a hátoldalukon Dionüszosz vagy temetési kép látható.

### A Varrese-festő és műhelye

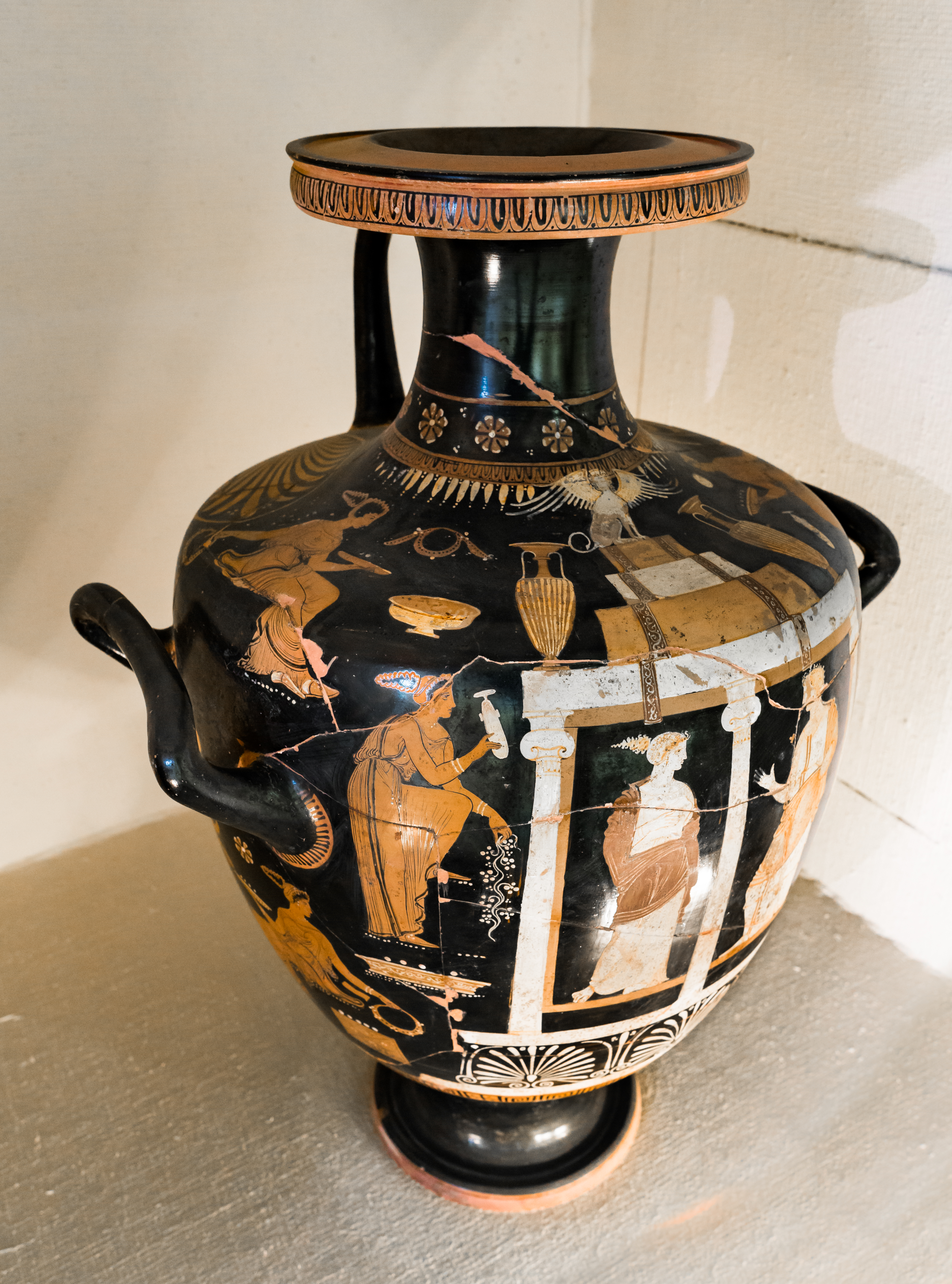
Díszített stílusú hüdria, Varrese-festő

A Varrese-festő (a Lükurgosz-festő kortársa), nevét Canosa hipogeumáról kapta, ahonnan több vázája előkerült. Termékeny alkotó volt, és a hozzá köthető számos nagyméretű edény (főleg hüdriák és oinokhoék) bizonyítja, hogy az i. e. 4. század közepének egyik legjelentősebb festője volt. Munkássága nem csak közvetlen környezetére volt nagy hatással, hanem a Dareiosz-festő előfutáraira is. Majdnem kétszáz vázája ismert, ennek körülbelül a negyede nagyméretű, gazdagon díszített edény. A többi váza (a legtöbb peliké és has-kratér) jóval kisebb méretű festésük az „egyszerű” stílushoz hasonló. Nagyobb vázáin gyakran nagy felületeken használt hozzáadott színeket főleg a drapériákon. Ez elősegíthette az úgynevezett gnathia-technika kialakulását (i. e. 360 – 350 körül), ahol a színes figurákat közvetlenül a fekete mázra festették.
Festésmódját több, kisebb jelentőségű festő is utánozta akik feltételezhetően műhelye tagjai lehettek. Ezen kívül néhány olyan művészre is hatással volt, akik kapcsolatban álltak a Dareiosz-festő körével.
A Varrese- és a Lükorgosz-festő munkássága után egy újabb csoport edény készült, ami szorosabb kapcsolatban áll a Dareiosz-festő műhelyével. Nagyjából ezek is két kisebb csoportra oszthatók, az egyiken temetési jelenetek látható a másik mitológiai témákat mutat be. Mindkét csoport festésmódja közel áll a Dareiosz-festő stílusához, utóbbi bizonyára még közelebb mivel ennek a műfajnak a dél-itáliai vázafestészet története során ő volt a legnagyobb mestere.
- A temetési témájú vázák leginkább voluta-kratérok voltak, díszítésmódjuk ami a későbbiekben hagyománnyá vált előoldalán naiszkoszból, a hátoldalon sztéléból, valamint gyászolókból állt.[19] A naiszkoszban álló figura egyre szoborszerűbbé vált és fokozatosan egyre nagyobb figyelmet fordítottak magának a naiszkosznak épületszerű megrajzolására és térbeliségére.[19] A csoporthoz tartozó vázák díszítésükben és kialakításukban is egységesek.[19]
- A másik, mitológiai jelenetet ábrázoló csoportba tartozó edények hátoldalán kettő – négy figura látható egy sztélé mellett. A műhely ahol készültek hüdriákat is előállított naiszkoszt ábrázoló jelenettel de melléjük csak (esetenként feltűnően színes drapériákat viselő) nőalakokat festettek.[20]

Mindkét csoportba tartozó edények jelentős alkotások és közvetlen előfutárai a Dareiosz-festő és műhelye munkáinak, amire nem csak edényformái és díszítésük stílusa hatottak, hanem az ábrázolt (ritkább) jelenetek témái is. Úgy tűnik a Dareiosz-festő és közvetlen elődei jól ismerték a görög irodalmi alkotásokat és a mitológiát, képeik legnagyobb erényei közé tartozik a történetek gesztusokon, a szereplők testtartásán arckifejezésén keresztüli szuggesztív megjelenítése. 

### A Dareiosz-festő és köre

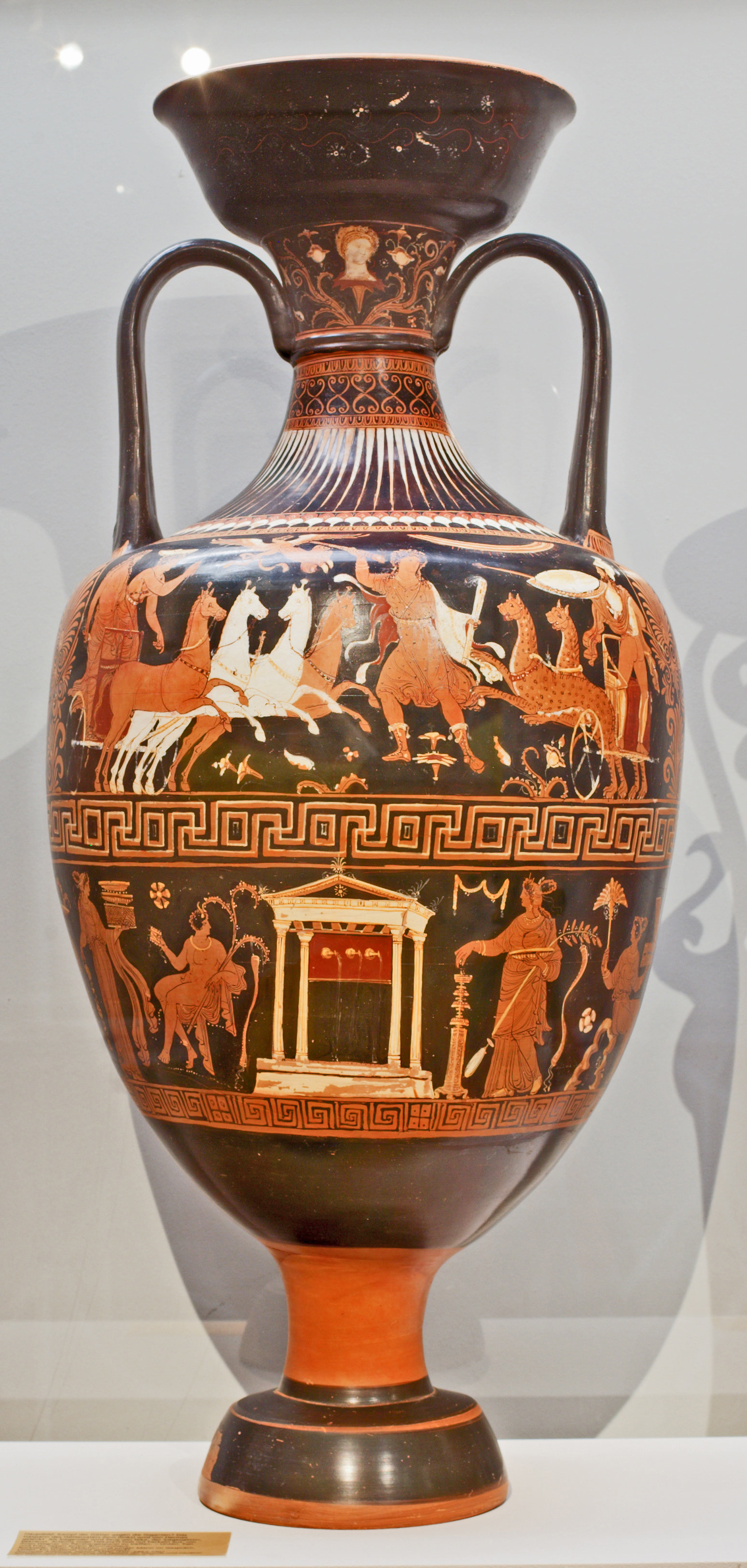
Díszített stílusú amfora, Dareiosz-festő

A Dareiosz-festő munkássága domináns hatással volt az egész apuliai vázafestészet további történetére. Ő volt az első a kései apuliai alkotók közül aki a végsőkig kihasználta az igazán nagyméretű, időnként egy méternél is magasabb vázák által nyújtott lehetőségeket. Az általa bevezetett kompozíciók jelentősen befolyásolták az összes későbbi festő képeit. Nagyobb vázáin az alakokat sokszor feliratok azonosítják. A másodlagos díszítőelemei egyre bonyolultabbá váltak kihasználva a nagyméretű festhető felületeket.
Műhelyében számos festő dolgozott és képeiken fel is ismerhető a mester hatása, de alkotásaik így is kevés kivétellel csak tömegterméknek számítanak.  Ugyanazokat a témákat ismétlik és megjelenítésük is annyira hasonló, nagyon nehéz az egyes alkotók munkáit elkülöníteni.
Legfontosabb követője az Alvilág-festő volt, akinek névadó vázája egy voluta-kratér rajta Perszephoné és Hadész ábrázolásával az alvilágban. Korai munkái közül három léküthoszon felismerhető az erőteljes stilisztikai hasonlóság a Dareiosz-festő alkotásaival. Elődjének hatása főleg a kompozíciókban és a mítosz kezelésében ismerhető fel. Ezek a hatások még jobban felerősödnek nagyobb vázáin amiken látható, hogy az Alvilág-festő hajlamos volt túldíszíteni képeit.

### A Patera- és Ganümédész-festő
A késő apuliai alkotók közé tartozik az i. e. 4. század utolsó harmadában aktív Patera-festő aki nevét a vázáin gyakran feltűnő hosszú nyelű pateráról kapta.  A Dareiosz-festő kortársa volt. Munkásságára hatott a Baltimore-i festő akinek korai munkái különösen közel állnak a Patera-festő stílusához. A Baltimore-i festő székhelye majdnem biztosan Canosában volt, ahonnan neki és számos, a közelből származó munkatársának alkotásai ismertek. A Patera-festő Tarantoban kezdhette karrierjét, majd Ruvoba költözött ahol számos hozzá köthető kisebb méretű edényt tártak fel. Karrierje vége felé Canosában együtt dolgozhatott a Baltimore-i festővel.
A Patera-festő együtt dolgozott a Ganümédész-festővel is, ezt hasonló stíluselemeik és témaválasztásuk bizonyítja. A Ganümédész-festő ambiciózusabb alkotó volt, aki nagyobb formátumú kompozíciókat festett. Műhelyében dolgozó munkatársaihoz közel hatszáz kisebb edény köthető, ezeket egy vagy két figurával vagy az ő vagy a Patera-festő stílusában díszítették.

### A Baltimore-festő és a Fehér fejfedők festője

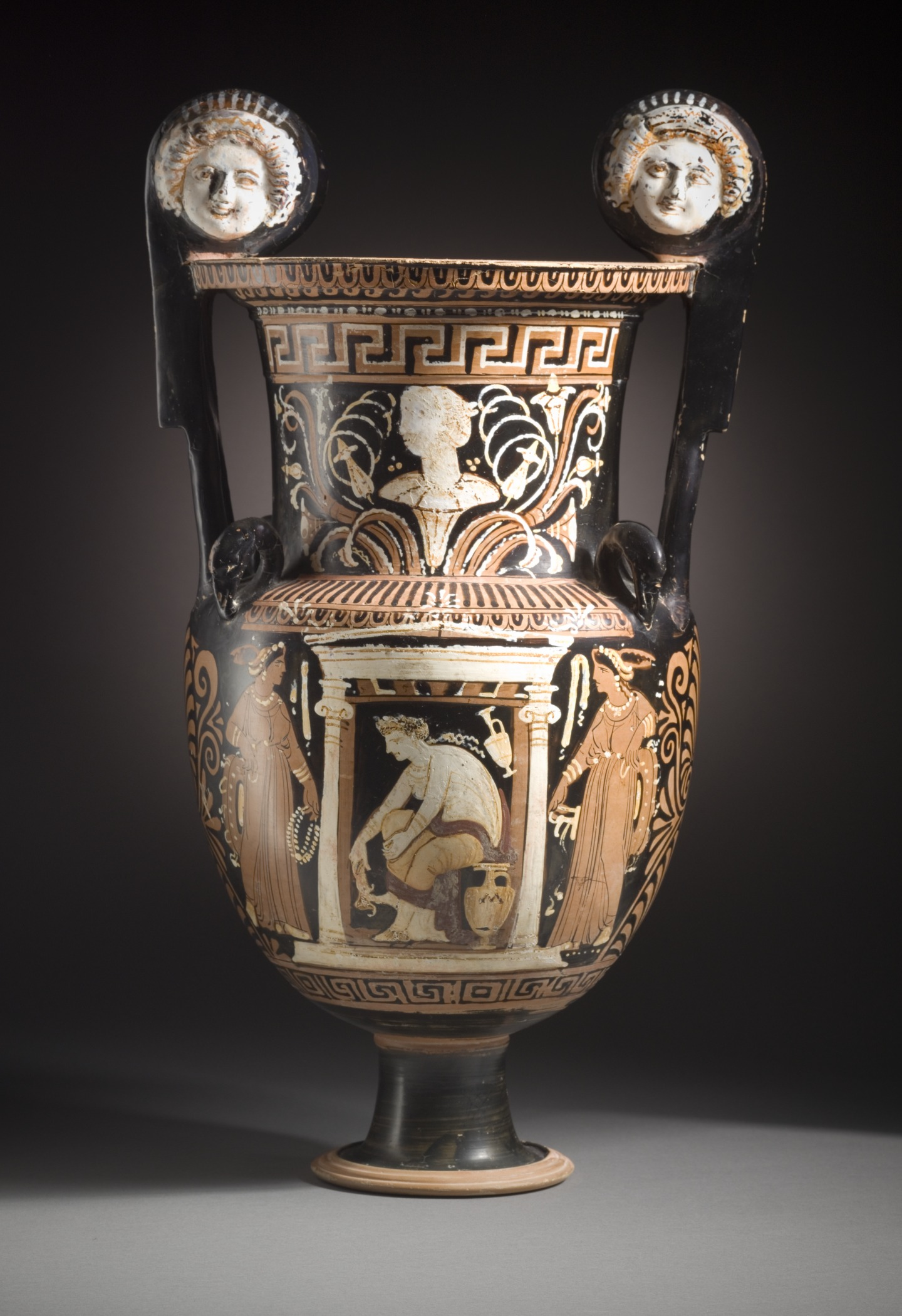
Díszített stílusú voluta-kratér, Baltimore-i festő

A késő-apuliai vázafestők legtehetségesebb és legkiemelkedőbb alkotója a Baltimore-i festő volt. Tekintve, hogy neki és közvetlen kollégáinak számos vázája került elő Canosa környékéről valószínűsíthető, hogy műhelye is ott volt. Alkotásainak sok közös vonása van tarantói kortársai festményeivel. Ez különösen az Alvilág-festő vázáin szembetűnő, főleg témaválasztásban, a sokalakos kompozíciókban, a monumentális ábrázolásmódban és a másodlagos díszítőelemekben. Korai munkáira erősen hatottak a Patera-festő ábrázolásai később ahogy stílusa fejlődött kialakította egyéni festésmódját. Nagyobb vázáin egyaránt megtalálhatók mitológiai és temetési jelenetek, a mindennapi életet ábrázoló képei a kisebb edényekre kerültek. Mitológiai képeinek témaválasztása változatos, de nem tartalmaz újdonságot.
A Baltimore-i festő közvetlen követője és munkásságának örököse a Fehér fejfedők festője volt. Az alkotásaik közötti szoros kapcsolat főleg az utóbbi korai képein feltűnő, az edénycsoport egyes darabjait korábban a Baltimore-i festő munkáinak tartották. Ennek ellenére rajzstílusuk sokban különbözik egymástól. A Fehér fejfedők festőjének gyors ecsetvonásokkal megrajzolt, háromnegyedes perspektívában ábrázolt arcai sokkal kifejezőbbek mint elődje képein.
Egy valamivel későbbi edénycsoport ami feltételezhetően ugyanebben a műhelyben készült de nem maga a művész dekorált hasonló stílusjegyeket mutat de alacsonyabb színvonalú kivitelezésben. A figurák testtartása hanyag és a férfialakok fokozatosan egyre nőiesebbé válnak rajtuk. A varresei lelőhelyről ebből a csoportból is számos váza ismert, egy részük hanyagul megrajzolt.

### Az utolsó apuliai vázafestők
A Patera- és a Baltimore-i festőnek számos követője volt, köztük többen csak utánozták munkáikat de nem fejlesztették tovább. A késő-apuliai vázafestészet egyik kiemelkedő alakja az Arpi festő volt. 1972-ben vált ismertté amikor a Foggia közelében lévő Arpinova lelőhelyről a Baltimore-i festő késői vázái mellett a korábban nem ismert mester vázái is előkerültek, akit a lelőhelyről neveztek el. Vázái egy időben készülhettek a Baltimore-festő késői alkotásaival és erőteljes hatása ismerhető fel rajtuk. Az Arpi festő témaválasztását, ábrázolásmódját és egyedi rajzstílusát tekintve a késő apuliai vázafestészetnek egyik legeredetibb és legjelentősebb alkotója volt. Késői munkáin kifejezésmódja tovább fejlődött, ez néhány volutás kratéron és főleg egy csoportnyi magas nyakú oinokhoén látható, amelyekre kocsijeleneteket és mitológiai témájú ábrázolásokat festett. A késői apuliai stílus másik jeles képviselője a Virginiai kiállítás festője, aki a nevét egy 1982-ben megrendezett dél-itáliai vázákat bemutató tárlatról kapta ahol először jelent meg a nyilvánosság előtt ugyanabban a sírban feltárt öt alkotása.

## Az apuliai vázafestészet megszűnése
Az i. e. 4. század végére világossá vált, hogy a vörösalakos vázafestészet elérte határait és a festők is kimerítették ábrázolási lehetőségeiket. Az Alvilág-festő és a Baltimore-i festő valamint közeli munkatársaik óriási kratérokra és amforákra festett képei voltak az utolsó kísérletek arra, hogy sokalakos kompozíciókat reprodukáljanak íves edényekre, amelyek jobban illettek sima falfelületekre. Nyilvánvalóvá vált, hogy ez a fajta ábrázolásmód már nem fejleszthető tovább.
Ekkor már szinte csak temetési vázákat dekoráltak, de a díszítés minősége annyira leromlott, hogy feltételezhetően nem görögök hanem helyi lakosok, valószínűleg a műhely korábban egyszerűbb feladatokra alkalmazott munkásai készítették őket. A legkésőbbi darabokon az alakok gyakorlatilag elvesztették emberi formájukat, ezután beszüntették az apuliai vörösalakos edények gyártását.